# Chalinek
Chalinek – wieś w Polsce, w województwie kujawsko-pomorskim, w powiecie lipnowskim, w gminie Wielgie.
Do 31 grudnia 2024 miejscowość była częścią wsi Nowa Wieś.